# Phacopsis
Phacopsis är ett släkte av lavar som beskrevs av Louis René Tulasne. Phacopsis ingår i familjen Parmeliaceae, ordningen Lecanorales, klassen Lecanoromycetes, divisionen sporsäcksvampar och riket svampar.
Kladogram enligt Dyntaxa:
| Phacopsis | \| \| Phacopsis cephalodioides \| \| \| \| \| \| Phacopsis oxyspora \| \| \| \| \| \| Phacopsis huuskonenii \| \| \| \| \| \| Phacopsis vulpina \| \| \| \| |
|           | \| \| Phacopsis cephalodioides \| \| \| \| \| \| Phacopsis oxyspora \| \| \| \| \| \| Phacopsis huuskonenii \| \| \| \| \| \| Phacopsis vulpina \| \| \| \| |
|           | Phacopsis cephalodioides |
|           | |
|           | Phacopsis oxyspora |
|           | |
|           | Phacopsis huuskonenii |
|           | |
|           | Phacopsis vulpina |
|           | |